# Sergio Fortunato
Sergio Fortunato (Mar del Plata, 23 oktober 1956) is een voormalig  Argentijnse voetballer. 
Fortunato begon zijn carrière bij kleinere clubs en brak in 1975 door in de hoogste klasse bij Racing Club. Zijn glorieperiode kende hij bij Estudiantes. In 1979 werd hij topschutter met veertien goals, een plaats die hij wel moest delen met Diego Maradona. 